# Adán Martín Menis
Adán Martín Menis (Santa Cruz de Tenerife, 19 d'octubre de 1943 - Barcelona, 10 d'octubre de 2010) fou un enginyer industrial i polític espanyol, President de Canàries des de juliol de 2003 fins a 2007. Va ser tinent d'alcalde de l'Ajuntament de Santa Cruz de Tenerife (1979-1987), Conseller d'Obres Públiques del Cabildo de Tenerife (1982-1986), diputat a Corts (1993-1996), vicepresident del Govern de Canàries i president del Cabildo de Tenerife (1987-1999).
En 2003 va guanyar les eleccions autonòmiques encapçalant la candidatura de la formació nacionalista Coalició Canària. Fou president de Canàries fins al 2007.